# Sex, Pies and Idiot Scrapes
Sex, Pies and Idiot Scrapes (с англ. — «Секс, пироги и глупости») — премьерный эпизод 20-го сезона мультсериала Симпсоны. В премьерный показ эпизода его посмотрело 9,3 миллионов зрителей.

## Сюжет
В День Святого Патрика между двумя группами ирландцев начинается потасовка, несмотря на попытки Лизы помирить их. Дерутся все: даже Мэгги и Младенец Джерольд. В это время к Мардж подбегает толпа детей, и выхватывает её корзинку, в которой лежат пирожные. Но к детям подходит мужчина, и предлагает им капусту вместо пирожных, после чего бросает капусту дальше по тротуару, и дети убегают за ней. Мужчину зовут Патрик Фэрли, и Мардж предлагает ему пирожное, за то, что он вернул ей корзину. Когда Патрик попробовал пирожное, оно ему очень понравилось, и он предлагает Мардж работать в его пекарне, на что она соглашается. Мардж решает поделиться новостью с Гомером, его как раз сажают в полицейскую машину, чтобы забрать в суд за драку.
В суде Гомера приговаривают к выплате 25000$ и говорят обратиться к залоговому брокеру. У брокера выясняется, что Гомер уволен с работы из-за драки, но он может получить деньги, при условии, что заплатит 10 % суммы и появится в суде. На вопрос Гомера, что будет, если он не появится, ему объясняет Волк — охотник за головами. Он предупреждает Гомера, что, если тот не появится в суде, он побьет его, выбьет зуб, сделает из него пластиковый слепок, повесит на шею, а потом вставит пострадавшему новый зуб. После этого он говорит, что ему пора возвращаться в свой мир вонючих баров, тату-салонов и пьяных обмороков, что очень нравится Гомеру, и он тоже решает стать охотником за головами. Волк говорит, что для этого нужно сделать взнос 10$, но для Гомера он сделает исключение, и тут же поздравляет его с принятием в охотники за головами.
На следующий день Гомер ставит ловушки — бесплатные квартиры, на которую тут же ведется Змей Джейлбёрд, но Гомер выдает себя и начинает преследовать убегающего Змея. Забежав в тупик, Змей стреляет в Гомера, но его спасает Нед, прикрывший его пуленепробиваемым стеклом, который тот хотел поставить у себя в магазине, вместо разбитого во время драки. Рикошетом от стекла пуля попадает Змею в руку, и его арестовывает Гомер. Получив деньги, Гомер приходит к Неду в магазин, чтобы поблагодарить и отдать часть денег. Гомер предлагает Неду стать напарниками, и Нед соглашается, но выдвигает одно условие — они все будут делать по правилам. Гомер тоже выдвигает условие — никаких «дидли» и «дудли». Нед соглашается. Теперь они с Гомером напарники.
Потом начинается сюжетная линия Мардж. Она очень удивлена, что ей нужно печь пирожные, только в форме шаров, стержней и полумесяцев. Выясняется, что Мардж устроилась в… эротическую пекарню! Разозлившись на своего нанимателя, Мардж не может найти доводов, почему эротическая выпечка плохая, но её начальник уговаривает её, и она соглашается ещё поработать на него.
В это время у Гомера и Неда появляется первый заказ — Сайдшоу Боб, и они отправляются его ловить. Также они ловят и других преступников. С работы Гомер приносит Барту стреляные гильзы, а Лизе — новый химический набор из амфетаминовой лаборатории. Мардж он дарит букет цветов, а она ему — серебряную рамку с фотографией их детей. Вечером Гомер и Нед следят за рестораном Луиджи, ожидая увидеть там Жирного Тони. Вскоре он там появляется, и охотники за головами гонятся за ним, но Тони садится в метро, что, однако, не помешало Гомеру за ним погнаться. Догнав Тони, Гомер въезжает на машине в вагон и Нед надевает на него наручники. Нарушив несколько правил, Гомер разозлил Неда, и они поссорились, после чего Нед решил прекратить сотрудничество с Гомером.
Вечером Гомер, сидя на кухне, разговаривает с Мардж и узнает, что она эротический пекарь. Гомер огорчается, что Мардж не рассказывала ему об этом, но она его успокаивает, предложив: «А что, если я, ты и пирог отправимся в постель?», на что Гомер отвечает: «А может мне, тебе и пирогу сперва принять душ?». Днём позже Нед приходит к залоговому брокеру, чтобы закончить карьеру охотника за головами, но брокер хочет, чтобы он исполнил последнее дело и поймал Гомера Симпсона! Нед хотел отказаться, но когда увидел, кто мог пойти ловить Гомера, он соглашается. Когда Гомер возвращается домой, Нед уже ждёт его там, сидя в темноте на стульчике. После разговора с Недом Гомер прыгает в окно и убегает. Начинается погоня, в которой оба демонстрируют прямо-таки чудеса ловкости. В итоге они оказываются на крыше строящегося здания, а потом перепрыгивают на железную балку, которую держит кран. Гомер прыгает на другую балку, а Нед, не допрыгнув, хватается за край. И тут Гомер вспоминает всё хорошее, что с ними произошло, и когда Нед уже отпускает край, Гомер хватает Неда за руку. Но не удержавшись, они падают вниз и попадают в сырой цемент, и тот застывает.
Через несколько часов их находит полиция. К этому времени Нед уже успел перечитать Гомеру весь Ветхий Завет наизусть. Гомер попадает в тюрьму, а Мардж присылает ему торт, на котором написано: «To the love of my life» (Для любви всей моей жизни).